# Михаил Суцу (младший)
Михаил Суцу или Суццо (греч. Μιχαήλ Σούτσος, молд. и рум. Михаил Суцу, Mihail Suţu; 1784—1864) — последний господарь Молдавского княжества из числа фанариотов.
Родился в Константинополе в 1784 году, в греческой (фанариотской) семье. Воспитывался при дворе своего деда и тёзки. Женился на дочери великого драгомана, Роксане Карацас, и вскоре заменил тестя на этом посту.
Султан назначил его господарем 12 (24 июня) 1819 года. В качестве тайного члена этерии поддержал (в том числе финансово) восстание Ипсиланти, за что был свергнут боярами 29 марта (10 апреля) 1821 года. Одновременно по настоянию султана константинопольский патриарх отлучил его и Ипсиланти от церкви.
Суцу бежал в Российскую империю, а оттуда он был направлен российским императором через владения Габсбургов в Швейцарию (об этом сообщает греческий историк-русофил Иоанн Филимон). Но во время переезда по территории Австрийской империи он был задержан и оставался там пленником почти четыре года в Горице. После своего освобождения из австрийского заключения, он жил в Швейцарии у банкира Эйнара. После обретения Грецией независимости был назначен греческим посланником во Франции. В 1833 г. А. С. Пушкин записал о встрече с ним следующее:
Странная встреча: ко мне подошёл мужчина лет 45, в усах и с проседью. Я узнал по лицу грека и принял его за одного из моих старых кишинёвских приятелей. Это был Суццо, бывший молдавский господарь. Он теперь посланником в Париже; не знаю ещё, зачем здесь. Он напомнил мне, что в 1821 году бы я у него в Кишинёве вместе с Пестелем. Я рассказал ему, каким образом Пестель обманул его и предал этерию, представя её императору Александру отраслию карбонаризма. Суццо не мог скрыть ни своего удивления, ни досады, — тонкость фанариота была побеждена хитростию русского офицера! Это оскорбляло его самолюбие.
В 1839 г. вернулся в Грецию, где ему было предложено место в Государственном совете. Умер в Афинах 12 июня 1864 года. Из его сыновей Георгий был известным в своё время художником, а Иоанн был женат на дочери виленского губернатора Обрескова, Екатерине.